# Walter Modes
Walter Modes (* 17. Februar 1902 in Stenn; † Ende 1945 in Poznań) war ein V-Mann der Gestapo, welcher als Kriegsverbrecher hingerichtet wurde.

## Leben
Modes, welcher in Waldenburg wohnte, war Polizeiwachtmeister. Zum 1. Mai 1933 trat er der NSDAP bei (Mitgliedsnummer 1.956.805).
Im besetzten Polen war er in Żychlin bei der Schupo-Dienstabteilung im Einsatz und V-Mann der Gestapo. Am 6. August 1945 wurde er aufgrund Ukas 43 vom SMT der Garnison Poznań in Polen zum Tode verurteilt. Eine Begnadigung wurde am 12. September 1945 durch das Präsidium des Obersten Sowjets der UdSSR abgelehnt und das Urteil in Poznań vollstreckt.